# مونيك رولان
مونيك رولان (بالفرنسية: Monique Rolland)‏ هي ممثلة فرنسية، ولدت في 17 ديسمبر 1913 في فرنسا، وتوفيت بنفس المكان في 27 سبتمبر 1999.

## وصلات خارجية
- مونيك رولان على موقع IMDb (الإنجليزية)
- مونيك رولان على موقع ألو سيني (الفرنسية)
- مونيك رولان على موقع أول موفي (الإنجليزية)
- مونيك رولان على موقع قاعدة بيانات الأفلام السويدية (السويدية)
- مونيك رولان على موقع قاعدة بيانات الفيلم (الإنجليزية)
- مونيك رولان على موقع كينوبويسك (الروسية)